# Roigella
Roigella es un género monotípico de plantas con flores perteneciente a la familia de las rubiáceas. Incluye una sola especie: Roigella correifolia (Griseb.) Borhidi & M.Fernández (1981). Es nativa de Cuba.

## Taxonomía
Roigella correifolia fue descrita por (Griseb.) Borhidi & M.Fernández y publicado en Acta Botanica Academiae Scientiarum Hungaricae 27(3–4): 310, en el año 1981 [1982].
Sinonimia
- Rondeletia correifolia Griseb. basónimo[3]